# Areografie

O hartă colorată de înaltă rezoluție a planetei Marte, bazată pe imaginile transmise de sonda Viking. Înghețul de la suprafață și ceața de gheață luminează bazinul de impact Hellas, în dreapta față de centrul inferior; Syrtis Major, chiar deasupra acestuia, este întunecată de vânturile care mătură praful de pe suprafața sa bazaltică. Calotele glaciare reziduale de la polul nordic și sudic sunt prezentate în partea dreaptă sus și jos, așa cum apar la începutul verii și, respectiv, la dimensiunea minimă.

Areografia, cunoscută și sub numele alternativ de geografia planetei Marte, este un subdomeniu al științelor planetare care implică delimitarea și caracterizarea regiunilor de pe Marte. Areografia se concentrează în principal pe ceea ceea ce reprezintă geografie fizică pe Pământ, cu alte cuvinte distribuția caracteristicilor fizice pe Marte și reprezentările cartografice aferente. În aprilie 2023, The New York Times a publicat o hartă globală actualizată a planetei Marte, bazată pe imagini transmise de sonda spațială Hope. O hartă globală similară, dar mult mai detaliată, a fost lansată de NASA pe 16 aprilie 2023. 

## Istorie

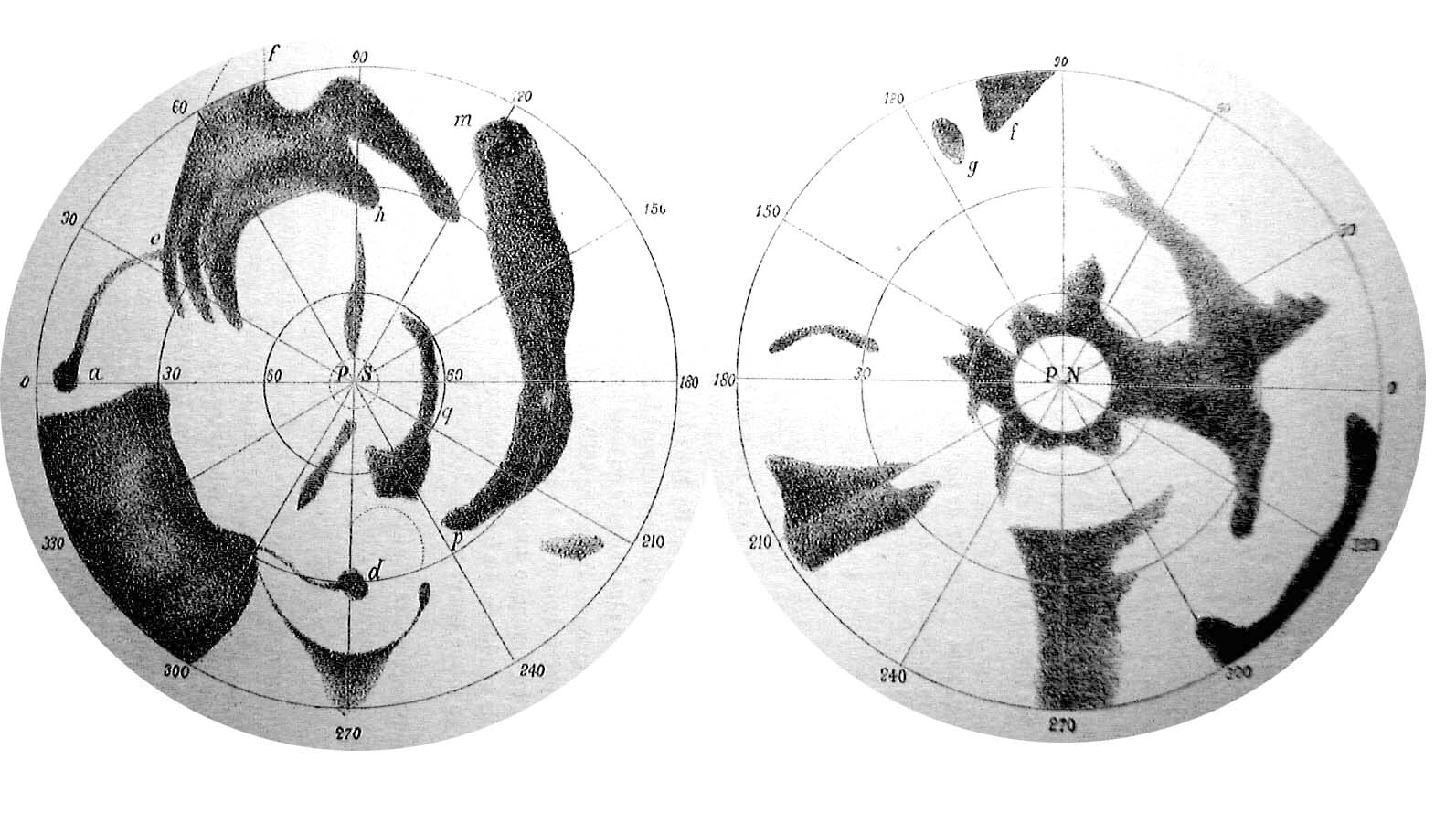
Prima hartă a planetei Marte realizată de Madler-Beer

Primele observații detaliate ale planetei Marte au fost făcute utilizândtelescoape terestre. Istoria acestor observații este marcată de opozițiile planetei Marte, reprezentând pozițiile în care planeta este cea mai apropiată de Pământ și, prin urmare, este cel mai ușor vizibilă, ceea ce are loc la fiecare câțiva ani. Și mai notabile sunt opozițiile perihelice ale planetei Marte, care au loc aproximativ la fiecare 16 ani, când planeta se află cel mai aproape de Pământ, iar Jupiter se află la periheliu, ceea ce o face și mai aproape de Pământ.

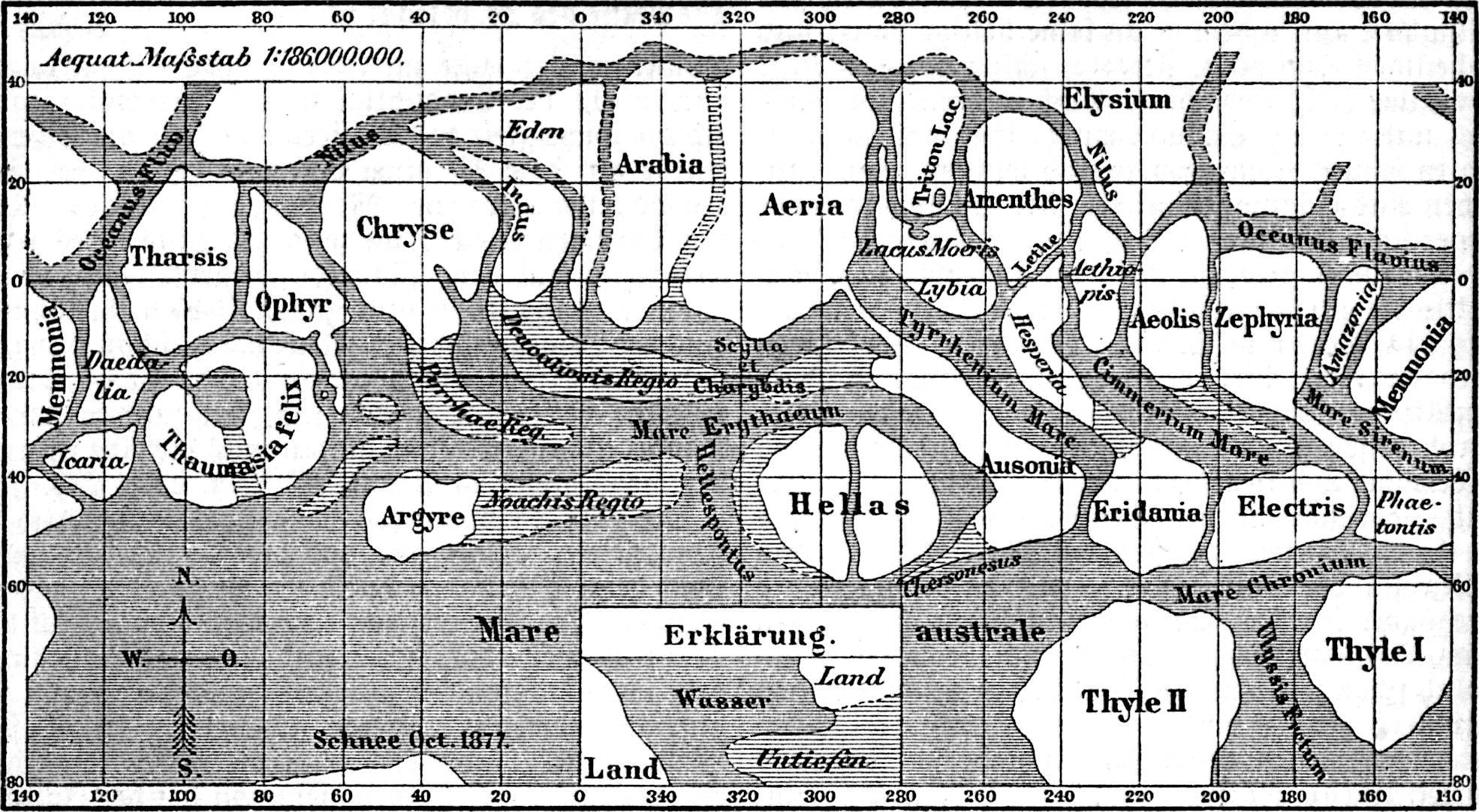
O hartă a planetei Marte din 1877, realizată de Giovanni Schiaparelli. Nordul este în partea de sus a acestei hărți. În majoritatea hărților planetei Marte, desenate înainte de explorarea spațiului, convenția dintre astronomi era ca sudul să fie plasat în partea de sus, deoarece imaginea telescopică a unei planete este inversată.

În septembrie 1877 (pe 5 septembrie a avut loc o opoziție perihelică a planetei Marte), astronomul italian Giovanni Schiaparelli a publicat primele hărți detaliate a planetei Marte. Acestea conțineau în special elemente pe care astronomul le-a denumit canali („canale”), despre care s-a dovedit ulterior a fi o iluzie optică. Se presupunea că aceste canali erau linii lungi și drepte pe suprafața planetei Marte, cărora le-a conferit numele unor râuri celebre de pe Pământ. Termenul său a fost tradus greșit în mod popular ca „canale”, și astfel a debutat controversa privind canalele marțiene.

O hartă a planetei Marte din 1962, publicată de Centrul de Informații și Hărți Aeronautice din SUA, care prezintă canale șerpuind prin peisajul marțian. La acea vreme, existența canalelor era încă foarte controversată, deoarece nu fuseseră făcute fotografii de aproape ale planetei Marte (până la survolul sondei Mariner 4 din 1965).

În urma acestor observații, a existat o credință de mult timp răspândită conform căreia suprafața planetei Marte conținea mări vaste și vegetație. Aceste mituri au fost demontate abia după ce navele spațiale au vizitat planeta în timpul misiunilor Mariner ale NASA din anii 1960. Unele hărți ale planetei Marte au fost realizate folosind datele din aceste misiuni, dar abia în cadrul misiunii Mars Global Surveyor, lansată în 1996 și încheiată la sfârșitul anului 2006, s-au obținut hărți complete și extrem de detaliate.

## Cartografie și geodezie
Cartografia este arta, știința și tehnologia de realizare a hărților. Geodezia este știința măsurării formei, orientării și gravitației Pământului și, prin extensie, a altor corpuri planetare. Există multe tehnici consacrate, specifice Pământului, care permit convertirea suprafeței curbată bidimensionale în planuri bidimensionale, pentru a facilita procesul de cartografiere. În ceea ce privește planeta Marte, a fost necesar să se stabilească proiecții, sisteme de coordonate și repere specifice. Astăzi, Serviciul Geologic al Statelor Unite definește treizeci de patrulatere cartografice (în engleză quadrangles) pentru suprafața lui Marte.Format:Mars Quads - By Name

### Altitudine zero
Pe Pământ, punctul de referință pentru elevație zero se bazează pe nivelul mării (denumit geoid). Deoarece Marte nu are oceane și, prin urmare, nu poate exista conceptul de „nivelul mării”, este convenabil să se definească un nivel arbitrar de elevație zero sau „ datum vertical” (altimetric) pentru cartografierea suprafeței, denumit areoid. 
Valoarea de referință pentru Marte a fost definită inițial în funcție de presiunea atmosferică constantă. De la misiunea Mariner 9 până în 2001, aceasta a fost aleasă ca fiind 610,5 Pa (6,105 mbar), pe baza faptului că sub această presiune apa lichidă nu poate fi niciodată stabilă (adică, punctul triplu al apei se află la această presiune). Această valoare reprezintă doar 0,6% din presiunea de la nivelul mării pe Pământ. Este de menționat faptul că alegerea acestei valori nu înseamnă că apa lichidă există sub această altitudine, ci doar că ar putea exista dacă temperatura ar depăși 273,16 K (adică 0,01 grade Celsius). 
În 2001, datele obținute de la altimetrul laser al sondei Mars Orbiter au condus la o nouă convenție pentru elevația zero a planetei, fiind definită ca suprafața echipotențială (gravitațională plus rotațională) a cărei valoare medie la ecuator este egală cu raza medie a planetei. 

### Latitudine zero
Originea latitudinii este ecuatorul mediu al planetei Marte, definit perpendicular pe axa sa medie de rotație, eliminând oscilațiile periodice. 

### Longitudine zero

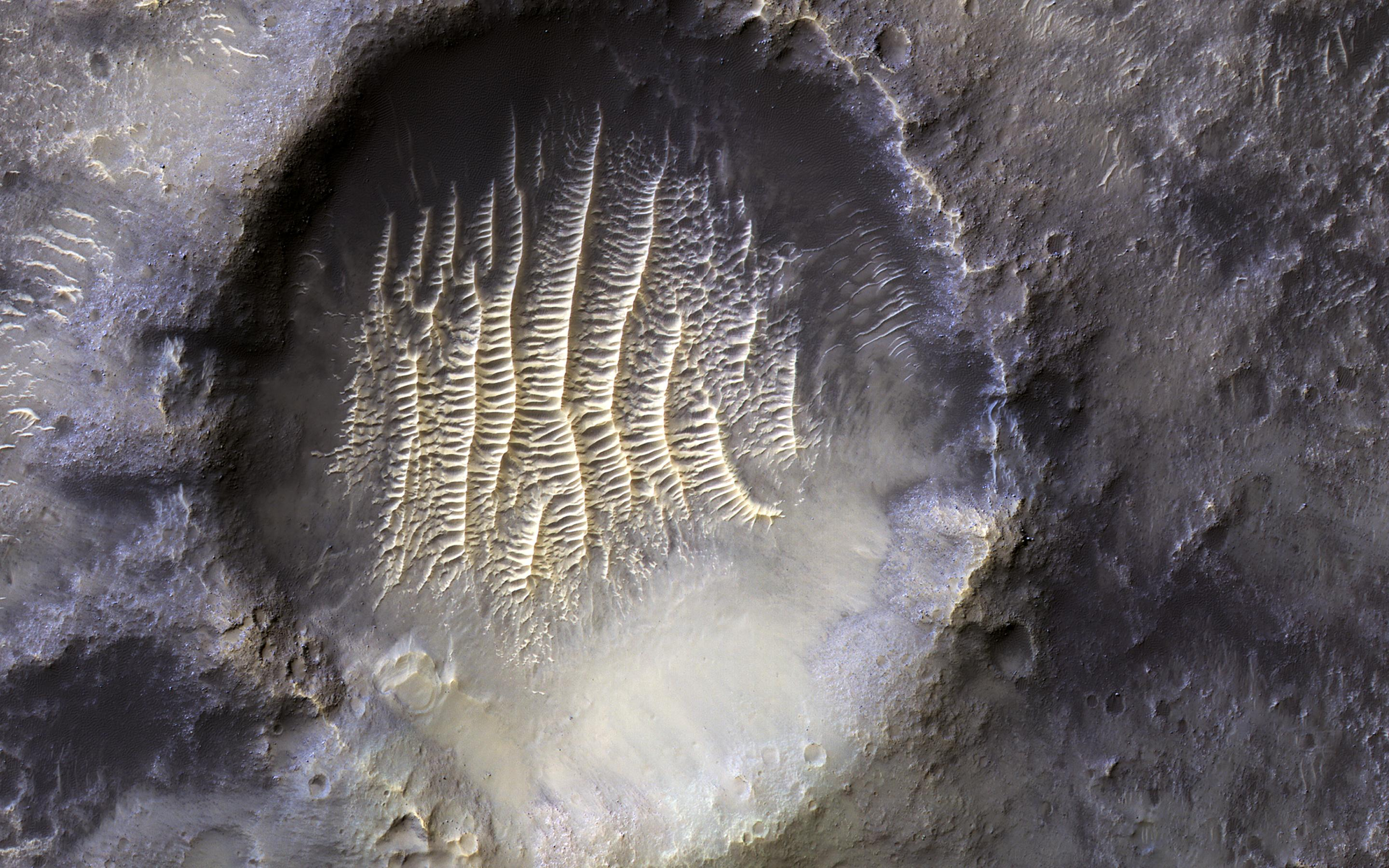
Craterul Airy-0, octombrie 2021

Ecuatorul planetei Marte este definit de rotația sa, dar locația meridianului său principal a fost specificată, la fel ca și cel al Pământului, prin alegerea unui punct arbitrar pe care observatorii ulteriori l-au acceptat. Astronomii germani Wilhelm Beer și Johann Heinrich Mädler au selectat o mică caracteristică circulară din Sinus Meridiani („Golful din Mijloc” sau „Golful Meridian”) ca punct de referință atunci când au realizat prima diagramă sistematică a caracteristicilor planetei Marte în 1830–1832. În 1877, alegerea lor a fost adoptată ca meridian principal de către astronomul italian Giovanni Schiaparelli când a început să lucreze la hărțile sale notabile ale planetei Marte. În 1909, creatorii de efemeride au decis că este mai important să se mențină continuitatea efemeridelor ca ghid pentru observații, iar această definiție a fost „practic abandonată”.  
După ce nava spațială Mariner a furnizat imagini extinse ale planetei Marte, în 1972, Mariner Grupul de Geodezie/Cartografie a propus ca meridianul principal să treacă prin centrul unei mici coordonate de 500 Crater cu diametrul de m, numit Airy-0, situat în Sinus Meridiani de-a lungul liniei meridianale Beer și Mädler, definind astfel 0,0° longitudine cu o precizie de 0,001°.  Acest model a utilizat rețeaua de puncte de control planetografic dezvoltată de Merton Davies de la RAND Corporation . 
Pe măsură ce tehnicile radiometrice au crescut precizia cu care obiectele puteau fi localizate pe suprafața lui Marte, centrul unui crater circular de 500 metri a fost considerat insuficient de precis pentru măsurători exacte. Prin urmare, Grupul de lucru IAU pentru coordonate cartografice și elemente de rotație a recomandat stabilirea longitudinii craterului Viking 1 modul de aterizare – pentru care existau date radiometrice extinse de urmărire – care marca longitudinea standard de 47,95137° vest. Această definiție menține poziția centrului lui Airy-0 la 0° longitudine, în limita toleranței incertitudinilor cartografice actuale. 

## Topografie

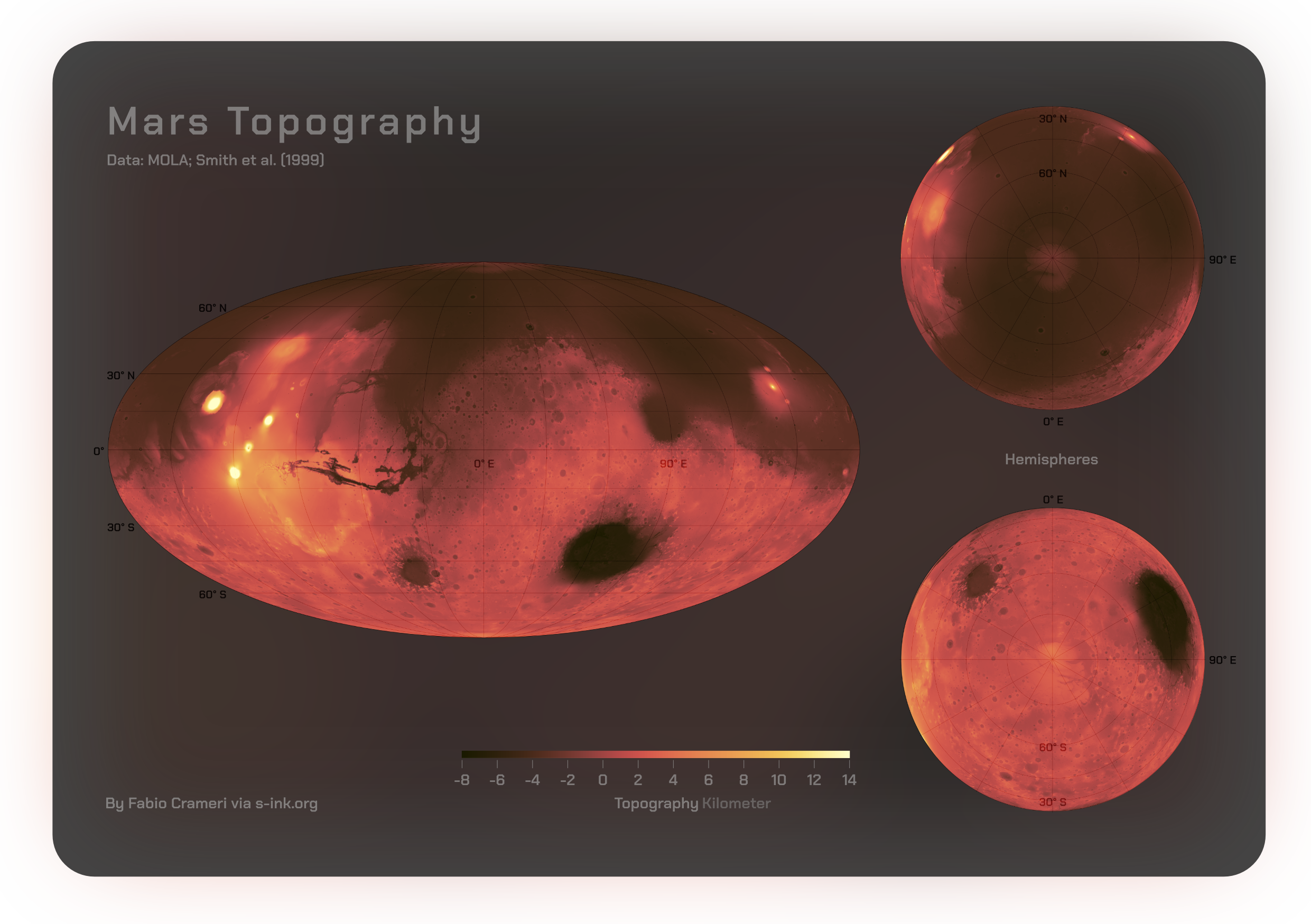
O hartă topografică de înaltă rezoluție a planetei Marte, bazată pe cercetarea altimetrului laser Mars Global Surveyor, condusă de Maria Zuber și David Smith. Nordul este reprezentat în partea de sus. Printre caracteristicile notabile se numără vulcanii Tharsis din vest (inclusiv Olympus Mons), Valles Marineris la est de Tharsis și bazinul Hellas din emisfera sudică.

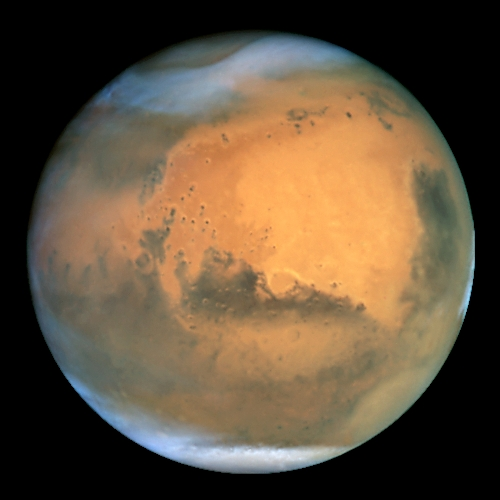
Marte, 2001, cu calota glaciară polară sudică vizibilă în partea sudică.

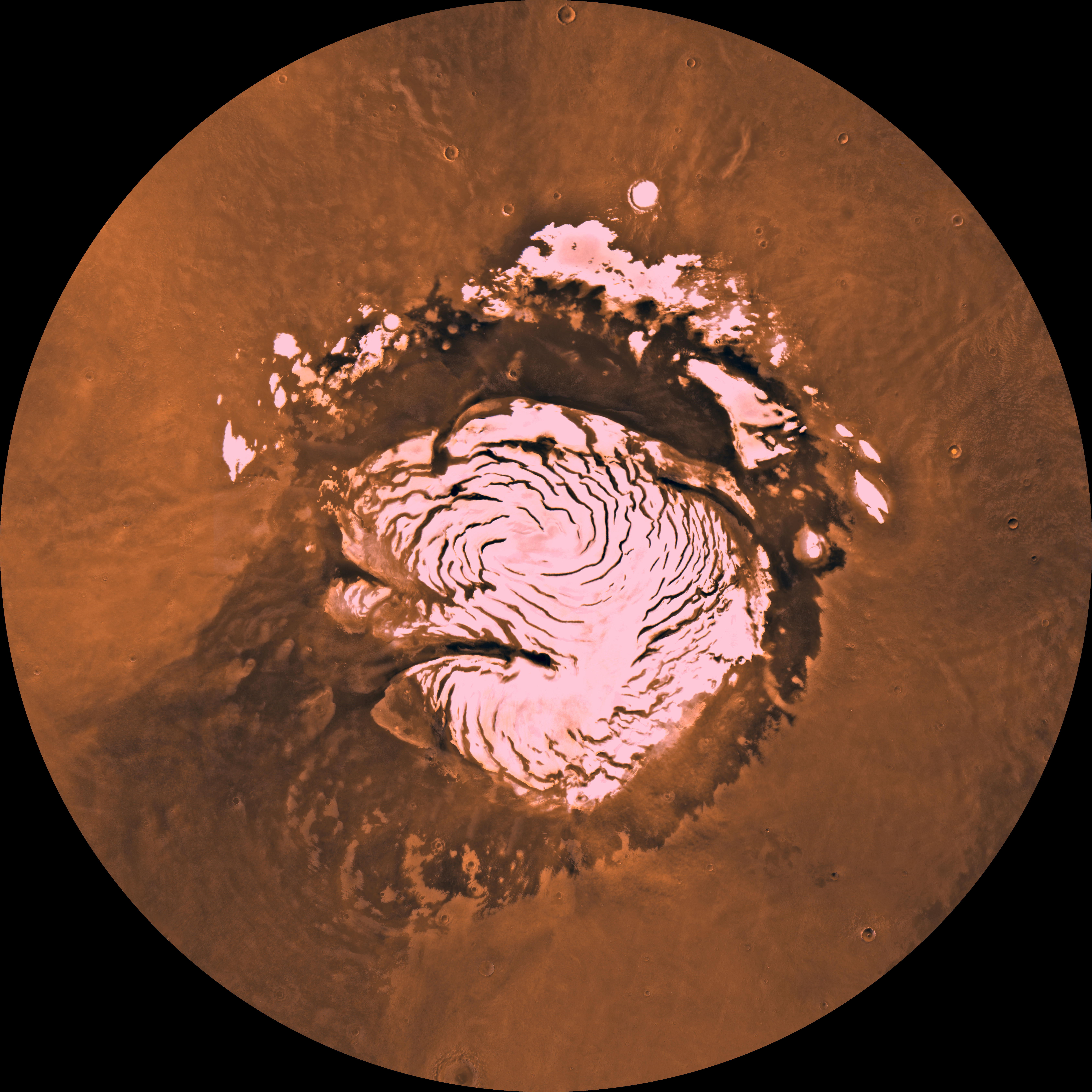
Regiunea polară nordică cu calotă glaciară.

Considerând planetă întreagă, o generalizare nu este posibilă, iar geografia lui Marte variază considerabil. Dihotomia topografiei marțiene este foarte reprezentată: câmpiile nordice aplatizate, de fluxurile de lavă de altitudine joasă, se află în contrast cu zonele muntoase sudice, cu numeroase gropi și cratere de impact datând din ere geologice antice. Suprafața lui Marte, așa cum este văzută de pe Pământ, este, prin urmare, împărțită în două categorii, prezentând un albedo diferit.
Câmpiile mai palide, acoperite cu praf și nisip bogate în oxizi de fier roșiatici, erau odinioară considerate „continente” marțiene și au primit nume precum Arabia Terra (țara Arabiei) sau Amazonis Planitia (câmpia amazoniană). Se credea că formele întunecate ale planetei sunt mări, de unde și provin și numele lor Mare Erythraeum, Mare Sirenum și Aurorae Sinus. Cea mai mare formă întunecată văzută de pe Pământ este Syrtis Major Planum.
Vulcanul de tip scut Olympus Mons (Muntele Olimp), se ridică la 22 km deasupra câmpiilor vulcanice din jur și este cel mai înalt munte cunoscut de pe orice planetă din Sistemul Solar.  Se află într-o vastă regiune muntoasă denumită Tharsis, care conține mai mulți vulcani mari (a se vedea lista munților de pe Marte). Regiunea Tharsis include, de asemenea, cel mai mare sistem de canioane din Sistemul Solar, Valles Marineris sau Valea Mariner, care prezintă o lungime incredibilă de 4.000 km și o adâncime de 7 km. Marte este, de asemenea, brăzdat de nenumărate cratere de impact. Cel mai mare dintre acestea este bazinul de impact Hellas (a se vedea lista craterelor de pe Marte).
Marte are două calote glaciare polare permanente, cea nordică situată la Planum Boreum și cea sudică la Planum Australe .
Diferența dintre cel mai înalt și cel mai jos punct al planetei Marte este de aproape 30 km (de la vârful Olympus Mons cu o altitudine de 21,2 km până la craterul Badwater  din fundul bazinului de impact Hellas, la o altitudine de 8,2 km sub punctul de referință). Prin comparație, diferența dintre cele mai înalte și cele mai joase puncte ale Pământului (Muntele Everest și Groapa Marianelor) este de doar 19,7 km. Combinată cu razele diferite ale planetelor, aceasta înseamnă că planeta Marte este de aproape trei ori mai „rugoasă” decât Pământul.

### Dihotomia marțiană
Topografia marțiană este caracterizată de o dihotomie impresionantă între emisfera nordică și cea sudică. Cea mai mare parte a emisferei nordice este plată, cu puține cratere de impact și se află sub nivelul convențional de „altitudine zero”. În schimb, emisfera sudică este formată din munți și zone înalte, în mare parte cu mult peste altitudinea zero. Cele două emisfere diferă în altitudine cu 1 până la 3 km. Granița care separă cele două zone este foarte relevantă din punct de vedere geologic.
O caracteristică distinctivă este terenul accidentat al planetei.  Acesta conține formațiuni de tip mesa, promontorii și văi cu fund plat, cu pereți înalți de aproximativ o milă.

Alte caracteristici interesante sunt fost văi ale unor râuri, de mari dimensiuni, și canalele de scurgere (outflow channels) care traversează această dihotomie.   

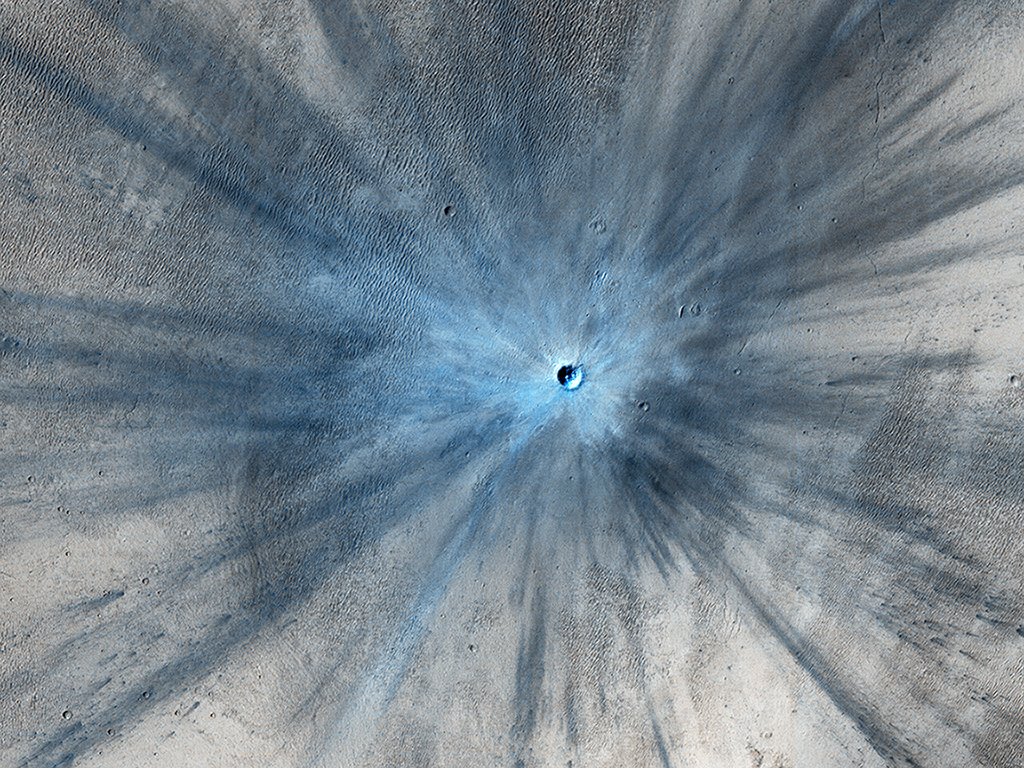
Un nou crater de impact pe Marte

## Nomenclatură

### Nomenclatura timpurie
Deși sunt mai bine cunoscuți pentru cartografierea Lunii începând cu 1830, Johann Heinrich Mädler și Wilhelm Beer au fost primii „areografi”. Ei au început prin a stabili odată pentru totdeauna că majoritatea caracteristicilor suprafeței erau permanente și au stabilit perioada de rotație a lui Marte. În 1840, Mädler a combinat zece ani de observații și a desenat prima hartă a lui Marte realizată vreodată. În loc să denumească diferitele marcaje pe care le-au cartografiat, Beer și Mädler le-au desemnat pur și simplu cu litere; Golful Meridian (Sinus Meridiani) era astfel caracteristica „a”.
În următorii douăzeci de ani, pe măsură ce instrumentele s-au îmbunătățit și numărul observatorilor a crescut, diverse caracteristici marțiene au căpătat o multitudine de denumiri. De exemplu, Solis Lacus era cunoscut sub numele de „Oculus” (Ochiul), iar Syrtis Major era de obicei cunoscută sub numele de „Marea Clepsidră” sau „Scorpionul”. În 1858, a fost supranumit și „Canalul Atlantic” de către astronomul iezuit Angelo Secchi. Secchi a comentat că „pare să joace rolul Atlanticului care, pe Pământ, separă Vechiul Continent de Noul”; aceasta a fost prima dată când fatidicul „canale”, care în italiană poate însemna fie „canal”, fie „continent”, a fost aplicat planetei Marte.
În 1867, Richard Anthony Proctor a întocmit o hartă a planetei Marte. Aceasta s-a bazat, oarecum rudimentar, pe desenele anterioare ale reverendului William Rutter Dawes din 1865, pe atunci cele mai bune disponibile. Proctor și-a explicat sistemul de nomenclatură spunând: „Am aplicat diferitelor caracteristici numele acelor observatori care au studiat particularitățile fizice prezentate de Marte”. Câteva dintre denumirile sale au fost folosite ulterior de Schiaparelli în harta sa marțiană creată între 1877 și 1886.  Numele lui Schiaparelli au fost în general adoptate și sunt numele folosite de fapt astăzi:
| Nomenclatura Proctor    | Nomenclatura Schiaparelli       |
| ----------------------- | ------------------------------- |
| Marea Kaiser            | Syrtis Major                    |
| Terenul Lockyer         | Hellas Planitia                 |
| Marea Principală        | Lacul Moeris                    |
| Strâmtoarea Herschel II | Sinus Sabaeus                   |
| Continentul Dawes       | Aeria și Arabia                 |
| Oceanul De La Rue       | Mare Erythraeum                 |
| Marea Lockyer           | Solis Lacus                     |
| Marea Dawes             | Tithonius Lacus                 |
| Continentul Madler      | Chryse Planitia, Ophir, Tharsis |
| Marea Maraldi           | Maria Sirenum și Cimmerium      |
| Continentul Secchi      | Memnonia                        |
| Marea Hooke             | Mare Tyrrhenum                  |
| Țara Cassini            | Ausonia                         |
| Herschel I Continent    | Zephyria, Aeolis, Aethiopis     |
| Țara Cerbului           | Libya                           |

### Nomenclatura modernă
În prezent, denumirile formațiunilor marțiene de suprafață provin dintr-o serie de surse, dar numele formațiunilor mari sunt derivate în principal din hărțile planetei Marte realizate în 1886 de astronomul italian Giovanni Schiaparelli . Schiaparelli a denumit formațiunile mai mari ale planetei Marte folosind în principal nume din mitologia greacă și, într-o măsură mai mică, din Biblie. Formațiunile mari de albedo ale planetei Marte păstrează multe dintre denumirile mai vechi, dar sunt adesea actualizate pentru a reflecta noile cunoștințe despre natura formațiunilor. De exemplu, „Nix Olympica” (zăpezile Olimpului) a devenit Olympus Mons (Muntele Olimp).

Planeta Marte - Hartă topografică, USGS, 2005

Craterele mari de pe Marte sunt numite după oameni de știință și scriitori de science fiction importanți; cele mai mici sunt numite după orașe și sate de pe Pământ.